# 즐라티차

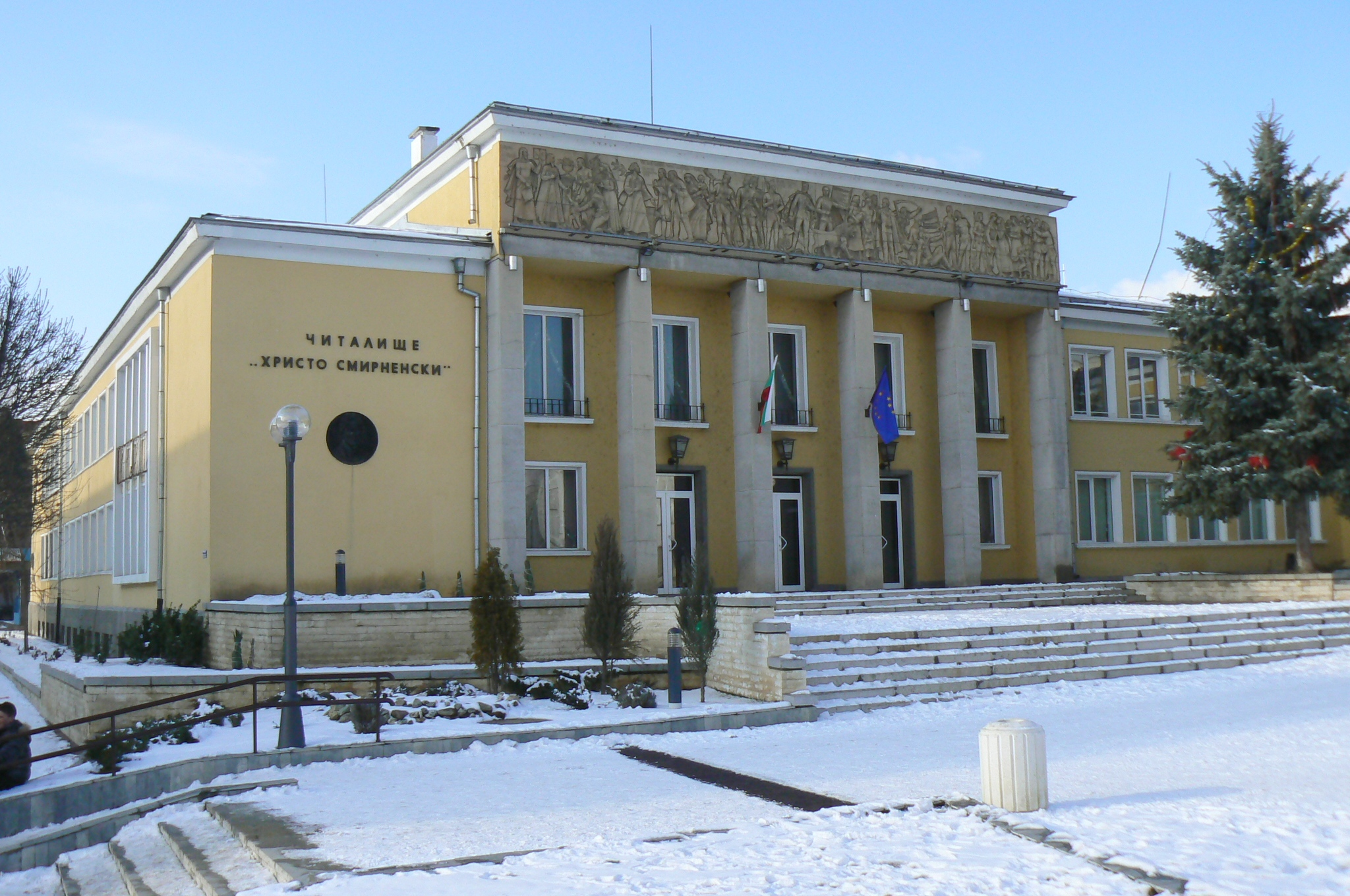
즐라티차 도서관

즐라티차(불가리아어: Златица, Zlatitsa)는 불가리아 소피아주의 도시로 높이는 680m, 인구는 5,286명(2007년 1월 1일 기준)이다. 북쪽으로는 발칸산맥, 남쪽으로는 스레드나고라산맥과 접한다.
소피아에서 동쪽으로 75km, 에트로폴레에서 남쪽으로 27km, 파나규리슈테에서 북쪽으로 32km, 피르도프에서 서쪽으로 2km, 코프리프슈티차에서 북서쪽으로 32km 정도 떨어진 곳에 위치한다. 소피아-카를로보-부르가스 고속도로와 철도가 지나간다.

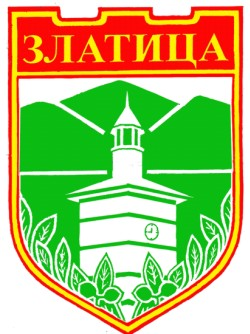
시 문장